# Nanopartícula

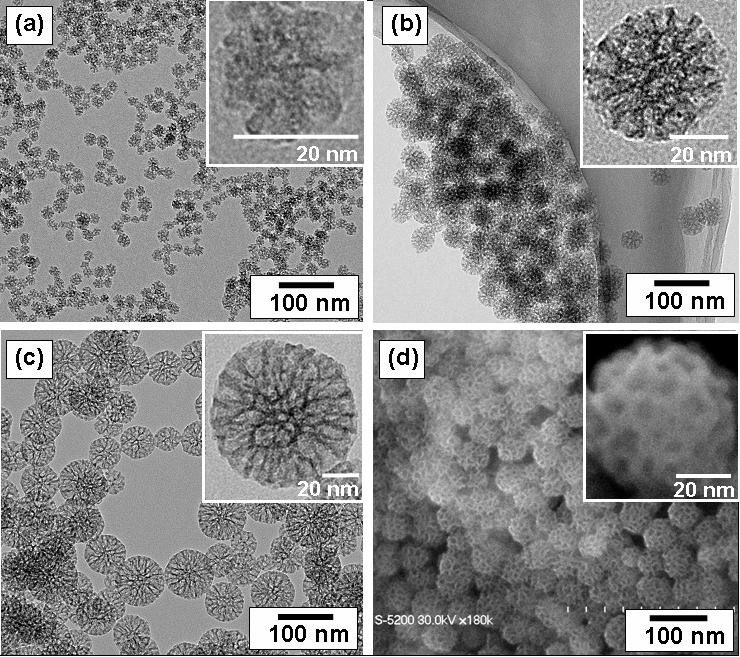
Imagens TEM (a, b, e c) images de mesoporos preparados de nanopartículas de sílica com diâmetro externo de: (a) 20nm, (b) 45nm, e (c) 80nm. Imagem SEM (d) correspondente a (b). As inserções são uma alta magnificação de mesoporos da partícula de sílica.

Nanopartículas são  partículas cujo tamanho situa-se entre 1 e 100 nanômetros (nm). Em nanotecnologia, uma partícula é definida como um pequeno objeto que se comporta como uma unidade inteira em termos de seu transporte e propriedades. As partículas são classificadas de acordo com o diâmetro. Partículas ultrafinas são o mesmo que nanopartículas e medem entre 1 e 100 nm; partículas finas medem de 100 a 2500 nm; já as partículas grossas medem de 2.500 a 10.000 nm.
Nanopartículas podem ou não exibir propriedades relacionadas com o tamanho, as quais diferem significativamente daquelas observados em partículas finas ou materiais volumosos. Embora o tamanho da maioria das moléculas se encaixe no esquema acima, as moléculas individuais não são geralmente referidos como nanopartículas.

## Elementos de definição
Uma nanopartícula tem "um diâmetro suficientemente pequeno para que as propriedades físicas e químicas se diferenciem, de maneira mensurável, daquelas [propriedades] dos materiais em estado bruto.".
Para a Royal Academy of Engineering (2004), "a nanociência é o estudo dos fenômenos e a manipulação de materiais, em escala atômica, molecular ou macromolecular, nas quais as propriedades diferem significativamente daquelas [dos materiais] em escala maior.".
As nanopartículas podem ser classificadas segundo seu tamanho em cada uma das três dimensões:
- fulerenos, partículas  etc.  têm as três dimensões nanométricas (ponto)
- nanotubos, dendrímeros, nanofios, fibras e  fibrilas têm duas dimensões nanométricas (linha)
- filmes finos têm somente uma dimensão nanométrica (plano).

## Aplicação
Há uma intensa pesquisa científica sobre nanopartículas, pois elas têm muitas aplicações potenciais em medicina, física, óptica e eletrônica.
Pesquisadores inventaram, em 2016, um método de produção de nanopartículas de liga de cobre resistente à oxidação para circuitos eletrônicos impressos. Essas novas nanopartículas foram produzidas por um método mais ambientalmente amigável e mais econômico do que o método de explosão de fios. A invenção deve expandir a gama de aplicações ligadas à impressão de circuitos eletrônicos..